# أفنجد سفن فولد
أفنجد سفن فولد (بالإنجليزية: Avenged Sevenfold)‏ هي فرقة هيفي ميتال أمريكية من هونتينغتون بيتش بكاليفورنيا، تكونت عام 1999. أعضاء الفرقة الحاليين هم م. شادوز وزاكي فيجينس وسينيستر قايتس وجوني كريست وبروكس ووكرمان.

## الألبومات[2]
- 2001: Sounding the Seventh Trumpet
- 2003: Waking the Fallen
- 2005: City of Evil
- 2007: Avenged Sevenfold
- 2010: Nightmare
- 2013: Hail to the King
- 2016: The Stage
- 2023: Life Is But a Dream...

## روابط خارجية
- أفنجد سفن فولد على موقع IMDb (الإنجليزية)
- أفنجد سفن فولد على موقع ميوزك برينز (الإنجليزية)
- أفنجد سفن فولد على موقع رولينغ ستون (الإنجليزية)
- أفنجد سفن فولد على موقع أول ميوزيك (الإنجليزية)
- أفنجد سفن فولد على موقع ديسكوغز (الإنجليزية)